# Réserve naturelle d'Ossétie du Nord
La réserve naturelle d'Ossétie du Nord (Северо-Осетинский заповедник) est une réserve naturelle d'État située au sud de la Russie européenne en Ossétie du Nord dans le raïon d'Alaguir. Elle a été instituée le 7 septembre 1967 et s'étend sur 29 539 hectares.

## Description
La réserve naturelle se trouve en Ossétie du Nord dans les régions montagneuses du nord du Grand Caucase entre 650 mètres et 4 249 mètres d'altitude. Trente-sept kilomètres carrés sont recouverts de glaciers au nombre de soixante-seize. La zone la plus importante de glaciers (Karaougom de Tseï) se trouve dans le massif d'Adaïkhoz. Le glacier de Tseï est le plus grand, car il s'étend sur 9,7 km2 avec une longueur de 8,6 km. Sa limite inférieure est à 2 300 mètres d'altitude dans la zone de forêts. Il donne naissance à plusieurs rivières montagneuses de la réserve: l'Ardon (la plus longue) et les rivières Sadon, Baddon, Arkhondon, Tsajioudon, Bougoultydon, etc. La réserve possède plusieurs lacs de moraine, comme le Tsajioutsad et quelques petits lacs minéraux. 
La réserve comprend cent cinquante zones dangereuses avalancheuses et plusieurs grottes profondes dont celle de Choubi-Nykhass d'une longueur de mille mètres où demeurent cinq espèces de chauve-souris (dont Rhinolophus hipposideros et Rhinolophus ferrumequinum).

## Faune
Environ 1 500 chèvres du Caucase habitent les contreforts, ainsi que deux populations isolées de chamois comptant moins de 150 individus. Plus bas vivent dans la zone de feuillus, des bisons réintroduits dans les années 1960 et comptant plus de deux cents individus dans les années 1980. Des sangliers et des chevreuils y vivent également, mais ses deux espèces n'excèdent pas une soixantaine d'individus. Les ours bruns sont une quarantaine environ. On trouve plus bas des lynx et des chats sauvages en petit nombre et des blaireaux en grand nombre partout, ainsi que des martre des pins. Le vison d'Amérique et le chien viverrin ont été acclimatisés ici dans les années 1950. On trouve également des écureuils et des lièvres.
Les oiseaux sont représentés par 175 espèces, dont la cigogne noire, rare, qui vient régulièrement migrer. Le merle noir, la grive musicienne et le rouge-gorge sont présents en grand nombre. Le troglodyte mignon nidifie partout jusque dans la zone à la limite du glacier de Tseï. Différents pics et mésanges habitent dans la zone de feuillus, comme la mésange charbonnière, la mésange bleue, la mésange noire et la mésange à longue queue. On remarque aussi des pigeons ramiers, des buses, des chouettes hulottes, des grands-ducs, des geais et des corbeaux. Le roselin cramoisi (Carpodacus erythrinus) peut vivre jusqu'à trois mille mètres. 
Il existe dans la réserve près de deux mille espèces d'invertébrés et d'insectes. Celles qui sont inscrites au livre rouge de Russie des espèces menacées et que l'on peut distinguer sont la magicienne dentelée, l'ascalaphe bariolé, le carabe du Caucase et le carabe de Hongrie, ainsi que le grand calosome. Les papillons menacés sont les suivants: le machaon, le podalire, l'apollon, le semi-apollon, l'apollon de Nordman, la fiancée; chez les sphingidés, ce sont le sphinx tête de mort, le sphinx du laurier-rose, l'écaille chinée et l'écaille rouge. On trouve ici de façon inhabituelle des tarentules, des solifuges.
Le cerf élaphe a disparu de la zone dans les années 1920, ainsi que le léopard.

## Source
- (ru) Cet article est partiellement ou en totalité issu de l’article de Wikipédia en russe intitulé « Северо-Осетинский заповедник » (voir la liste des auteurs).